# Château du Breuil (Bonneuil)
Pour les articles homonymes, voir Château du Breuil.
Le château du Breuil  est situé sur la commune de Bonneuil dans le département de la Charente en France.

## Historique
Les possesseurs les plus anciennement connus sont les d'Ingrandes.
Philippe d'Ingrandes aurait habité le château du Breuil entre 1508 et 1532 et la date de sa construction reste controversée, entre la fin du XVe siècle et 1535. Le Breuil est resté dans la même famille ou ses alliés jusqu'en 1919, avec les de Xant puis les Le Roy de Lenchères, après le mariage de Marie-Magdeleine Babin de Ranville en 1716 (les Lenchères possédaient aussi la Tour du Breuil, à Dignac). En 1919, Mme de Rancourt de Mimérand vend le château à M. Castillon du Perron. Dans les années 1960, le château appartenait au docteur Brisset et sa femme.
Il a été inscrit monument historique le 23 juin 1952.

## Architecture
Le château du Breuil est entouré de douves en eau. Côté cour il est précédé d'une terrasse à balustrades plus récentes que le logis. Celui-ci présente un étage et des lucarnes ornementées dans le toit en ardoises à double pente. En angle la tour d'escalier polygonale (et à toit polygonal lui aussi) présente une porte et des fenêtres agrémentées d'ornementations de style gothique. Les fenêtres du logis ont, elles, été agrandies sans doute au XVIIIe siècle,.

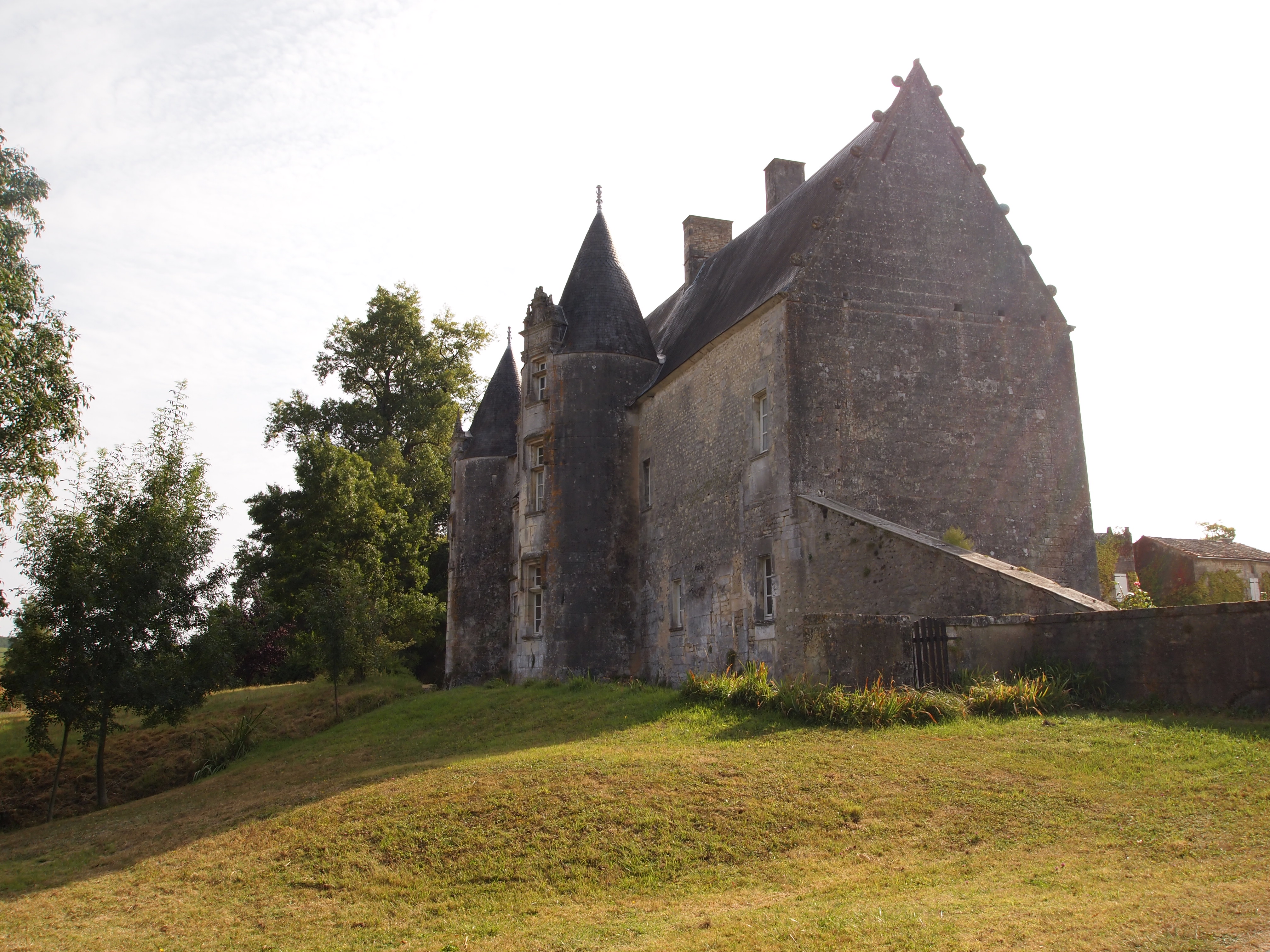
Vue du nord-ouest.
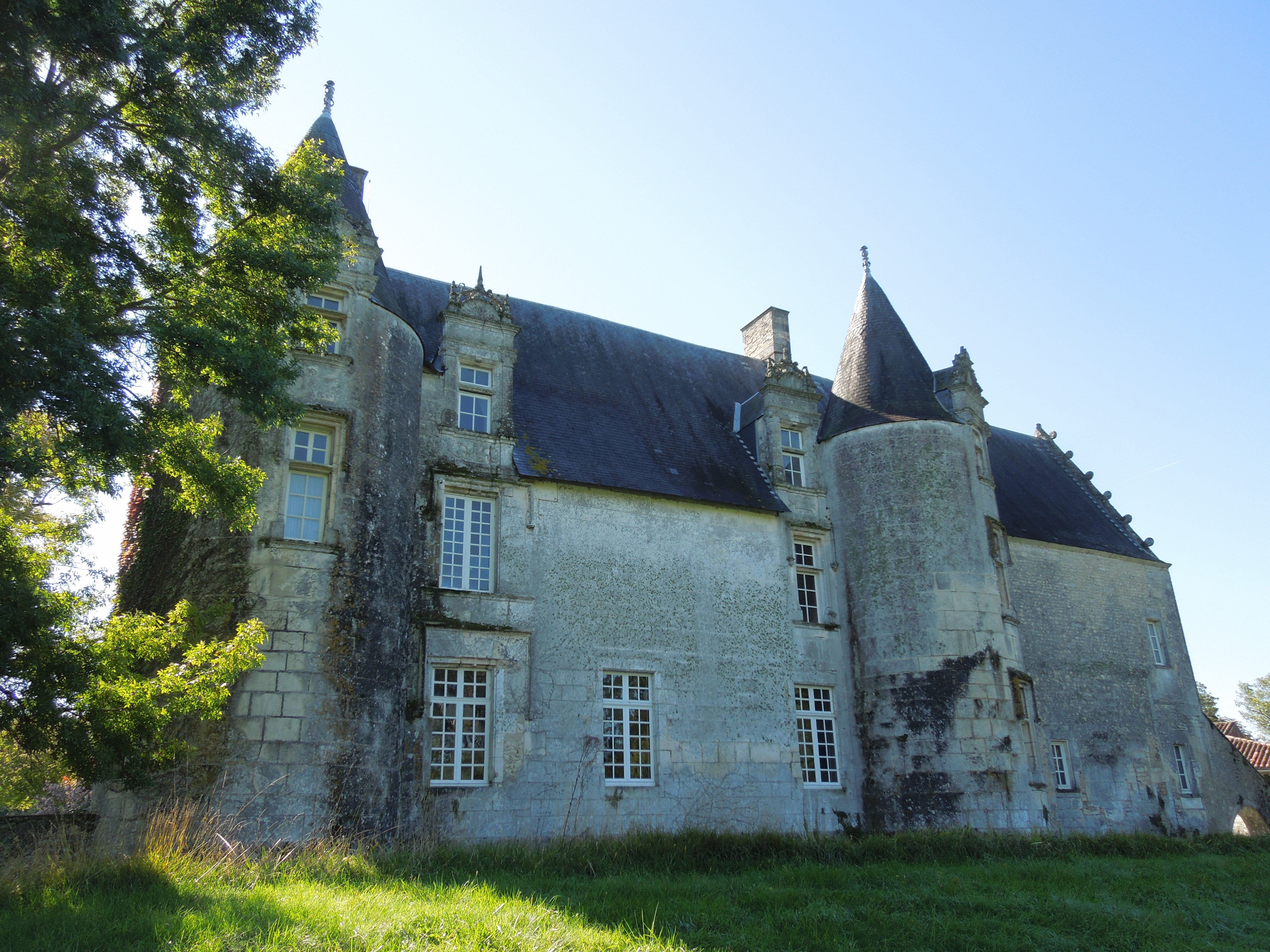
Côté nord.
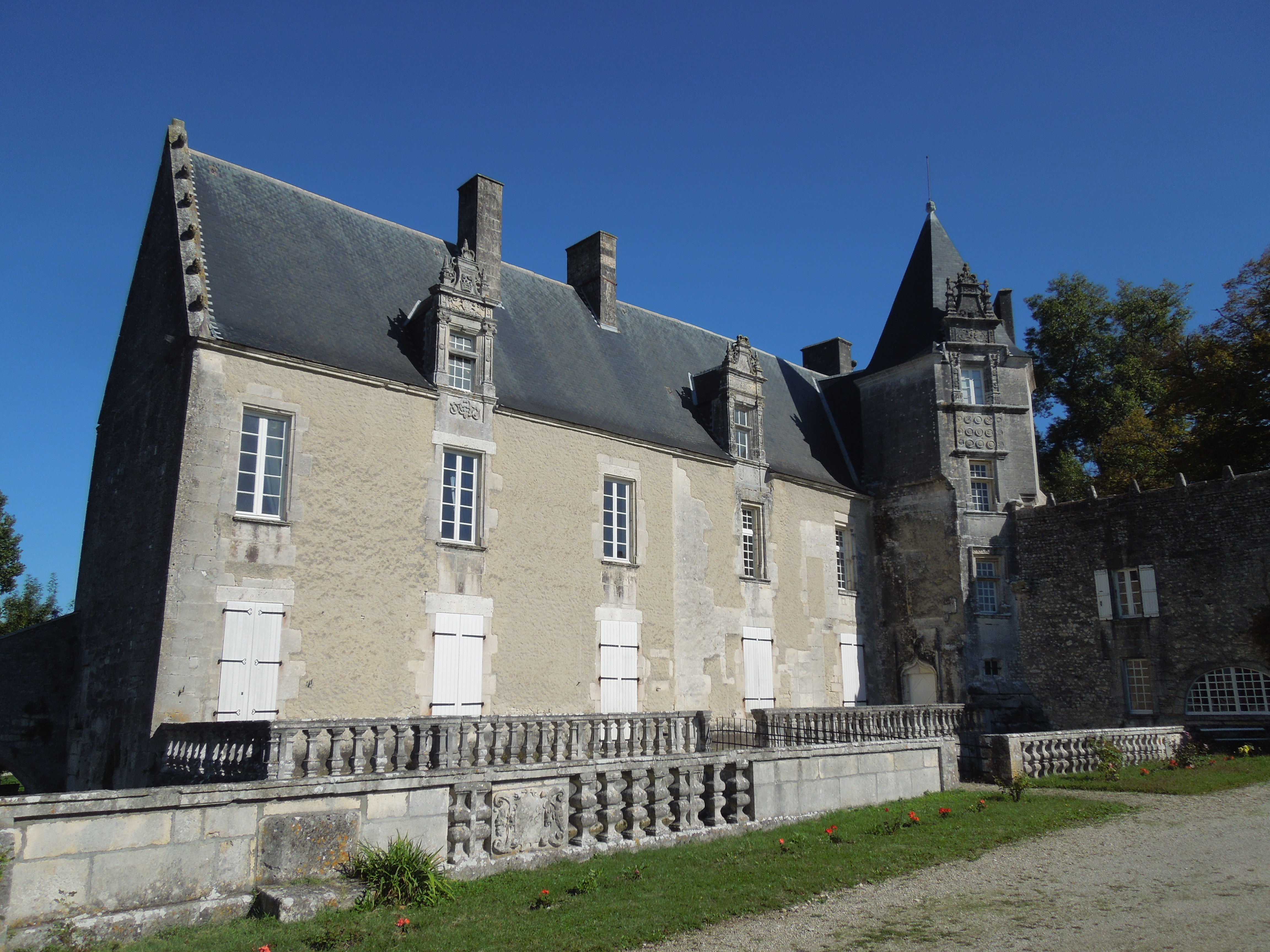
Côté sud, avec la terrasse.